# چمن‌چکاو
چمن‌چکاو یا چکاوک چمنزار (نام علمی: Sturnella) نام یک سرده از تیره سیاه‌پرگان است.
نام «چکاو» به معنی چکاوک است.
چو خورشید بر زد سر از برج گاو / ز هامون برآمد خروش چکاو (فردوسی)

## گونه‌ها
- چمن‌چکاو سینه‌سرخ، Sturnella militaris
- چمن‌چکاو ابروسفید، Sturnella superciliaris
- چمن‌چکاو پرویی، Sturnella bellicosa
- چمن‌چکاو پامپاس، Sturnella defillippi
- چمن‌چکاو دم‌دراز، Sturnella loyca
- چمن‌چکاو شرقی، Sturnella magna
  - چمن‌چکاو لیلیان، S. m. lilianae
- چمن‌چکاو غربی، Sturnella neglecta